# Beningaburg
Die Beningaburg ist eine mittelalterliche Niederungsburg in Dornum im Landkreis Aurich in Niedersachsen, Deutschland.

## Geschichte
Bereits um 1400 gab es in Dornum drei Häuptlingsburgen, die Westerburg, Norderburg und die Osterburg – die spätere Beningaburg.
Nach der Legende erbaut zwischen 1375 und 1380 olde Hero Attena (von Dornum) die Wasserburg. 1410 erbte die Osterburg zunächst dessen Sohn Enno. Ennos Sohn Sibold (olde Sibo) vermählte sich mit Frauwa, Tochter von Enno Edzardisna und Gela von Manslagt und somit Schwester von Ulrich und Edzard Cirksena. Sibet fand wahrscheinlich in der Schlacht von Bargebur 1433 den Tod. Sein Sohn Sibet Attena vermählte sich in erster Ehe mit Onna von Stedesdorf, die ihm u. a. einen Sohn, Hero Omken d. J. schenkte. Sibet war bei der feierlichen Verleihung der Reichsgrafschaft an Ulrich in der Gasthauskirche zu Emden zugegen und wurde bei dieser Gelegenheit zum Ritter geschlagen. Sibet Attena war ein treuer Gefolgsmann Ulrichs. Als dieser wieder einmal im Streit mit Tanno von Wittmund lag, rückte Sibet vor, erschien in der Weihnachtsnacht 1457 vor der Kankenaburg in Wittmund und drang in die Burg vor. Sibet errichtete in Wittmund eine neue Burg. Im Vergleich von 1461 musste Tanne Kankena auf seine Burg in Wittmund verzichten und erhielt als Entschädigung die Osterburg in Dornum. 1473 starb Sibo Attena und sein Sohn Eger Kankena († 1497) erbte die Burg.
In der Folge wurde der dritte Sohn von Eger, Remmer Kankena, neuer Burgherr. Er blieb kinderlos. Nach seinem Ableben im Jahr 1545 (?) fiel die Osterburg an seine Schwester Nona, die mit Folkmar I. Beninga von Grimersum vermählt war. Im Jahr 1512 sterben beide an der Pest. Deren Sohn Garrelt, der 1533 Cäcilie von Closter heiratete, folgte als neuer Besitzer, starb aber bereits 1546. So war es sein Sohn Folkmar II. Beninga († 1572), der die Beninga-Herrschaft auf der Osterburg festigte: Die Dornumer Linie der Familie Beninga prägte in der Folge fast 200 Jahre – bis 1717 – die Geschichte der Burg. Seit dieser Zeit trägt die kleine Burg den Namen Beningaburg, und die vorbeiführende Straße heißt Beningalohne. Die Nachfolge trat die Familie Lantzius-Beninga an.
Der 1547 zerstörte Ostflügel wird 1567 wieder hergestellt. Im Jahr 1669 erfolgte die Erneuerung des Südflügels unter Boyung Beninga. Aus dieser Zeit stammt das Gemeinschaftswappen über der Tür: Beninga / Ehrentreuter. Das Ende der Beninga ist verbunden mit dem Tod des Folkmar Eger Beninga, dem letzten männlichen Vertreter, im Jahr 1717. Bis 1802 bestand der adlige Charakter der Burg in der weiblichen Linie. 1814 und 1817 kam es zu einem Übergang in private Hände.
Seit 1817, als die Burg verkauft wurde, sind zahlreiche private Besitzübergänge zu verzeichnen. Schließlich konnte 1971 der mittlerweile verstorbene Dornumer Kaufmann Erich Appelkamp die Beningaburg in einem ruinösen Zustand käuflich erwerben. Die Restaurierung und Umgestaltung nahmen fast acht Jahre in Anspruch und konnten 1978 abgeschlossen werden. Die Sanierungsarbeiten erfolgten mit einer bemerkenswerten Detailtreue und unter der Prämisse, möglichst viel zu erhalten. Es entstand ein Hotel mit zwölf Zimmern und den Teilbereichen Kellerbar, Teestube sowie einer Außengastronomie. Das Gebäude ist umgeben von alten Bäumen und dem Burggraben. Bilder der Geschlechterfolge der Beningas sind im Ahnensaal der Burg zu besichtigen. Vor einigen Jahren wurde die Burg an einen neuen Besitzer verkauft. Aktuell ist die Beningaburg wieder ein gastronomischer Vollbetrieb.